# Synaphris orientalis
Espèce
Synaphris orientalis est une espèce d'araignées aranéomorphes de la famille des Synaphridae.

## Distribution
Cette espèce est endémique du Turkménistan. Elle se rencontre dans les monts Kopet-Dag sur le mont Dushak.

## Description
Le mâle holotype mesure 1,06 mm.

## Systématique et taxinomie
Cette espèce a été décrite par Marusik et Lehtinen en 2003.

## Publication originale
- Marusik & Lehtinen, 2003 : « Synaphridae Wunderlich, 1986 (Aranei: Araneoidea), a new family status, with a description of a new species from Turkmenistan. » Arthropoda Selecta, vol. 11, no 2, p. 143-152 (texte intégral).